# Constant Permeke
Constant Permeke (Anversa, 31 luglio 1886 – Ostenda, 4 gennaio 1952) è stato un artista e scultore belga, considerato uno dei maggiori rappresentanti dell'espressionismo.

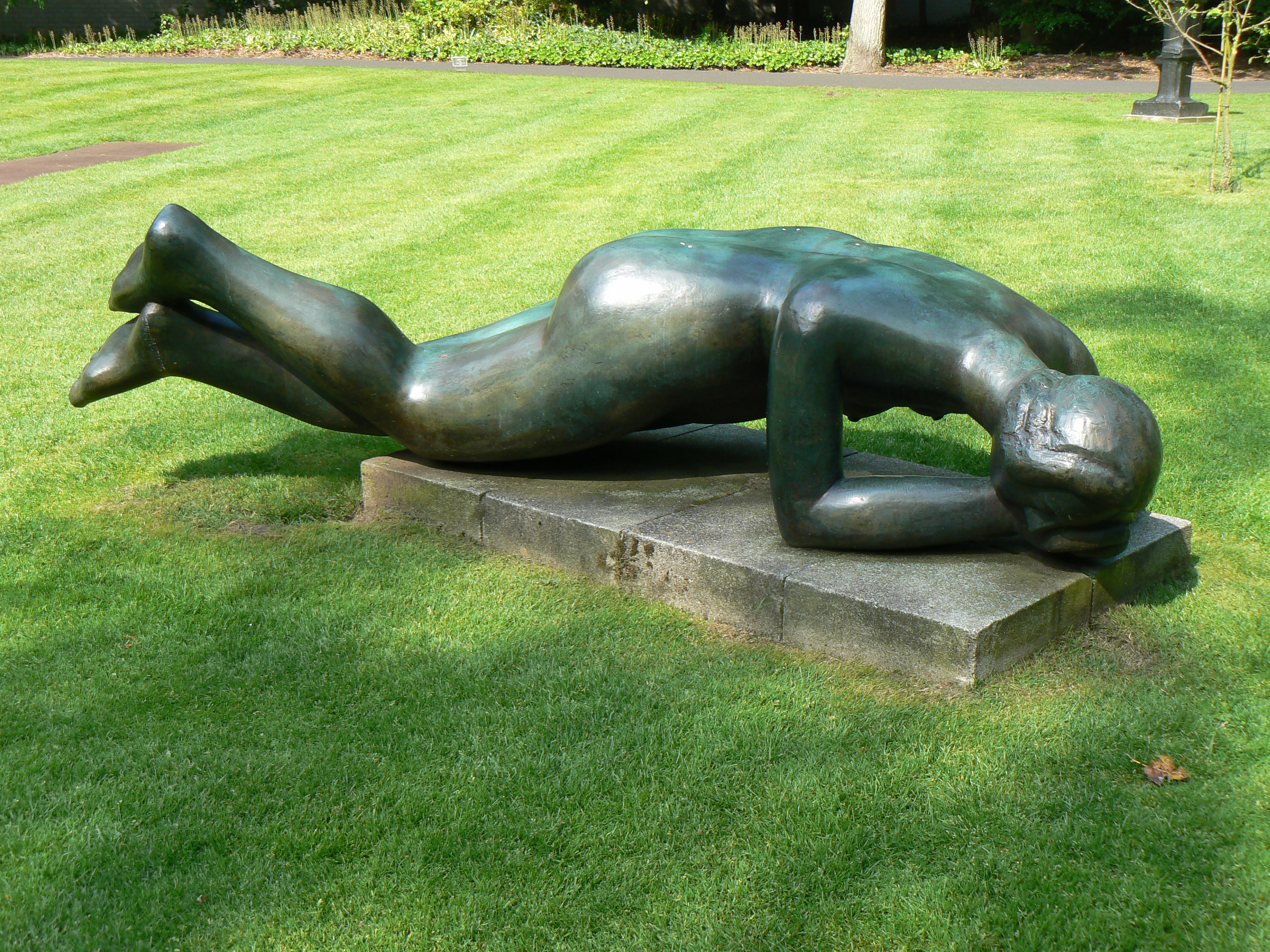
Niobe (1951) di Constant Permeke, parco di sculture del Kröller-Müller Museum (Paesi Bassi)

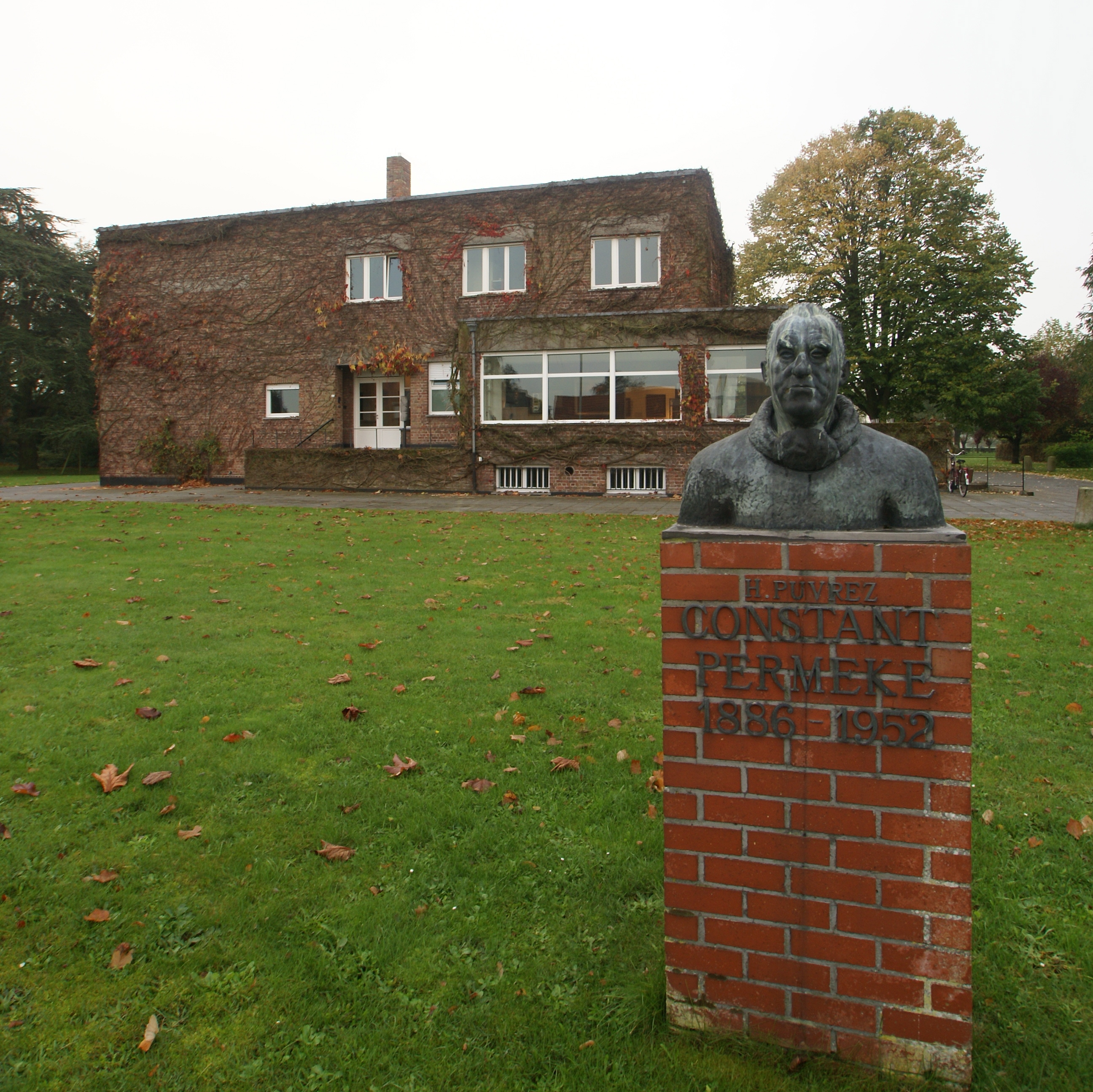
Museo Permeke a Jabbeke

Le sue opere evocano il Mare del Nord, i paesaggio fiamminghi, i pescatori e i paesani.

## Biografia
Fece parte del gruppo della Laethem-Saint-Martin a partire dal 1909.
A partire dal (1936), fu anche scultore con uno stile vigoroso e molto personale. 
La sua casa e atelier a Jabbeke sono stati trasformati nel Museo Provinciale Constant Permeke nel 1959.
Nel 1997, il Belgio riconobbe là importanza dell'artista dedicandogli la sua effigie sulla banconota da mille franchi belgi. Una retrospettiva importante ebbe luogo all'Hôtel de ville de Paris nel 1998. Le sue opere sono visibili nei principali musei del Belgio oltre che a Parigi e Praga.

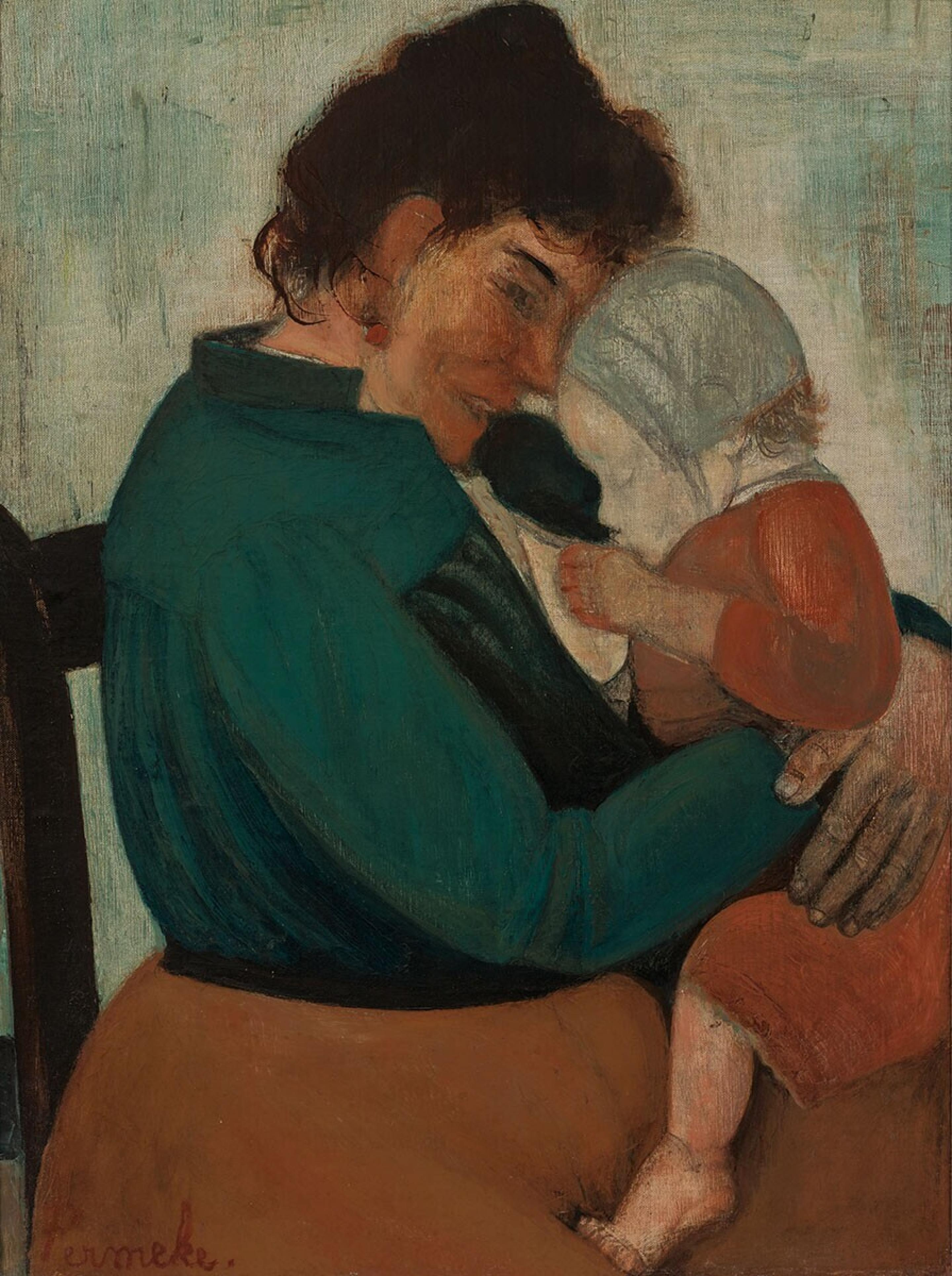
(1913)
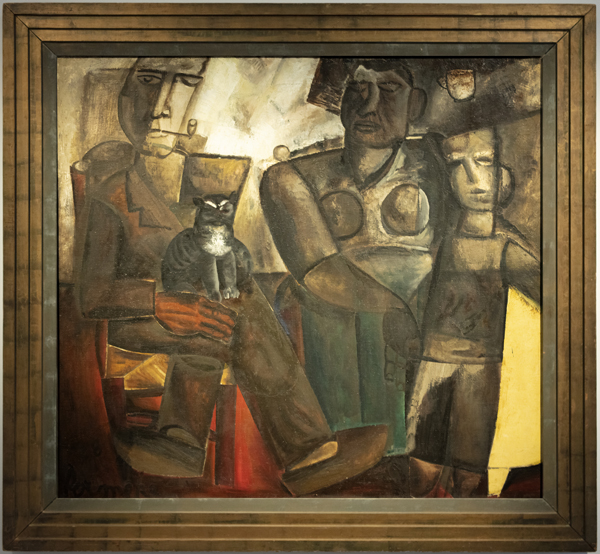
(1928)
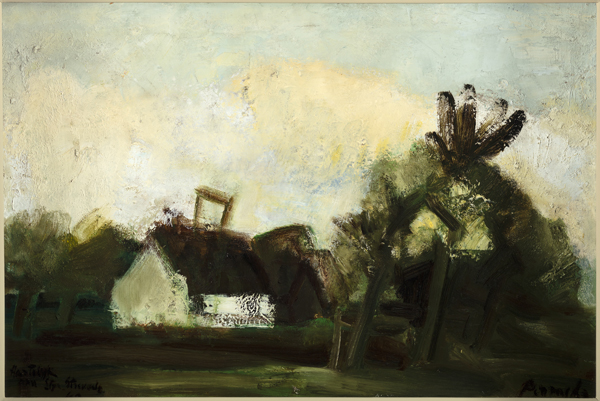
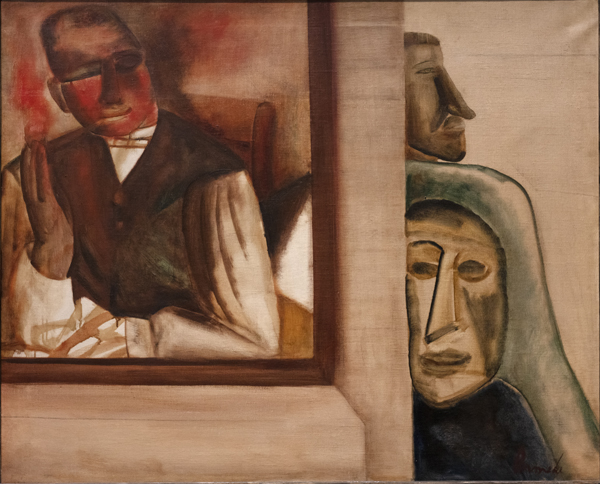
(c.1927)
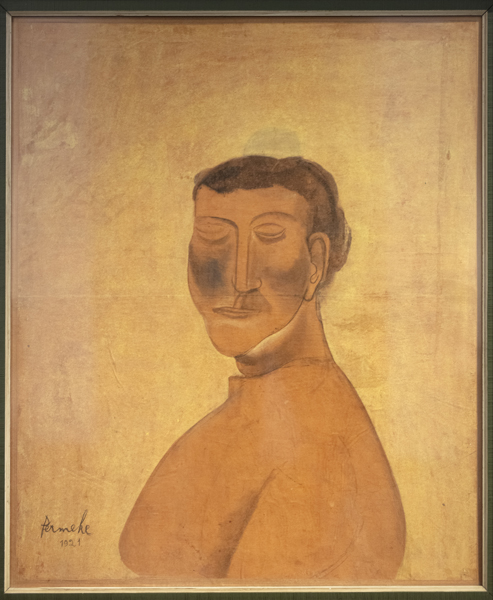
(1921)

## Mostre
- 2012: Constant Permeke: Retrospective, Centre for Fine Arts (Bruxelles, Belgio)

## Opere
- La Femme au panier, 1920 Anvers
- Les Fiancés, 1923
- Paysage doré, Bruxelles
- La Roulotte, 1928 Bruxelles
- L'Aurore, 1942